# Syrmaticus
Syrmaticus là một chi chim trong họ Phasianidae.
Chi này có năm loài.

## Các loài
| Chim trống | Chim mái | Tên khoa học             | Tên thông dụng | Phân bố                                |
| ---------- | -------- | ------------------------ | -------------- | -------------------------------------- |
|            |          | Syrmaticus reevesii      |                | Trung Quốc                             |
|            |          | Syrmaticus soemmerringii |                | Nhật Bản                               |
|            |          | Syrmaticus mikado        |                | Đài Loan                               |
|            |          | Syrmaticus ellioti       |                | Đông Nam Trung Quốc                    |
|            |          | Syrmaticus humiae        |                | Trung Quốc, Ấn Độ, Myanmar và Thái Lan |